# Valerio Zurlini
Valerio Zurlini (ur. 19 marca 1926 w Bolonii, zm. 26 października 1982 w Weronie) – włoski reżyser i scenarzysta filmowy. 

## Życiorys
Zaczął pracę w teatrze jeszcze podczas studiów prawniczych w Rzymie. W 1943  dołączył do antyfaszystowskiego ruchu oporu, wstąpił też w szeregi Włoskiej Partii Komunistycznej. W okresie powojennym tworzył krótkometrażowe filmy dokumentalne. W 1954 zadebiutował w fabule jedyną w swoim dorobku komedią pt. Dziewczęta z Florencji.
Sukces odniósł w latach 60. wraz z filmami Dziewczyna z walizką (1961) i Kronika rodzinna (1962). W pierwszym z nich wystąpiła wschodząca wtedy gwiazda Claudia Cardinale oraz Jacques Perrin, ulubiony aktor Zurliniego. Drugi zaś film, w którym główną rolę zagrał Marcello Mastroianni, przyniósł reżyserowi główną nagrodę Złotego Lwa na 23. MFF w Wenecji.
Zurlini zasłynął jako kongenialny adaptator literatury włoskiej. Kanwą filmów Dziewczęta z Florencji i Kronika rodzinna były utwory Vasco Pratoliniego. Jednakże największym osiągnięciem Zurliniego była Pustynia Tatarów (1976), zrealizowana na podstawie słynnej powieści Dino Buzzatiego. Adaptacja ta przyniosła Zurliniemu m.in. nagrodę włoskiego przemysłu filmowego David di Donatello dla najlepszego reżysera.
Ostatnie lata życia Zurlini spędził wykładając na rzymskiej uczelni filmowej Centro sperimentale di cinematografia. 26 października 1982 popełnił samobójstwo w Weronie.

## Filmografia

### Reżyser
- 1955: Dziewczęta z Florencji (Le ragazze di San Frediano)
- 1959: Lato przemocy (L'estate violenta)
- 1961: Dziewczyna z walizką (La ragazza con la valigia)
- 1962: Kronika rodzinna (Cronaca familiare)
- 1964: Żołnierki (Le soldatesse)
- 1968: Siedzący po prawicy (Seduto alla sua destra)
- 1972: Pierwsza spokojna noc (La prima notte di quiete)
- 1976: Pustynia Tatarów (Il deserto dei Tartari)[1]